# Brujería
"Brujería" je pjesma kolumbijske pjevačice Shakire. Objavljena je 14. travnja 1993. godine kao drugi singl s njenog albuma Peligro. Pjesma je objavljena kao CD singl u Kolumbiji, nije objavljen kao međunarodni singl, zato se nije plasirala na ljestvicama. Pjesmu je napisao Eduardo Paz i ona ima lagani utjecaj arapske glazbe.